# Gnorismoneura mesoloba
Gnorismoneura mesoloba es una especie de polilla del género Gnorismoneura, tribu Archipini, familia Tortricidae. Fue descrita científicamente por Meyrick in Caradja & Meyrick en 1937.

## Distribución
La especie se distribuye por China.